# Фалік
Фалік або Фалек (*Φάλαικος, д/н —342 до н. е.) — політичний та військовий діяч Стародавньої Греції, стратег-автократ Фокідського союзу у 351—346 роках до н. е.

## Життєпис
Походив з родини правителів Фокіди. Син Ономарха, стратега-автократа Фокідського союзу. Після смерті дядька Фаїла у 351 році до н. е. успадкував владу. З огляду на те, що Фалік був досить молодим, фактично правив регент Мнасей. Після смерті останнього наступного року здобув повну владу. Надав допомогу Клітарху, тирану Еритреї. Намагався підкорити Беотію, але невдало. У 347 році до н. е. був відсторонений від влади. Замість нього обрано 3 стратегів. Втім, незабаром Фалік знову здобув повний контроль над Фокідою. Проте від нього відступилася Спарта. Скориставшись цим, Філіпп II, цар Македонії, у 346 році до н. е. перейшов Фермопіли та рушив до Фокіди. Фалік не наважився протидіяти македонянам. Він уклав мирну угоду з Філіппом, за якою отримав 8000 війська та вільну вихід до Пелопоннесу.
Того ж року відправився до Великої Греції, де допомагав місту Таренту у боротьбі зі племенем луканів. Проте Фалік запідозрили у тиранічних проявах. Тому він вимушений був повернутися до Пелопоннесу. У 342 році до н. е. перебирається до Криту, де зумів захопити місто Литт. Втім незабаром вимушений був поступитися ним на користь Спарти. Зрештою Фалік загинув того ж року при спробі захопити Кидонію.